# Congreso Católico Araucanista
El Congreso Católico Araucano de 1916 (también conocido como Congreso Araucanista) fue un evento de carácter religioso-político que tuvo como propósito planificar y lograr la "civilización y evangelización del araucano".

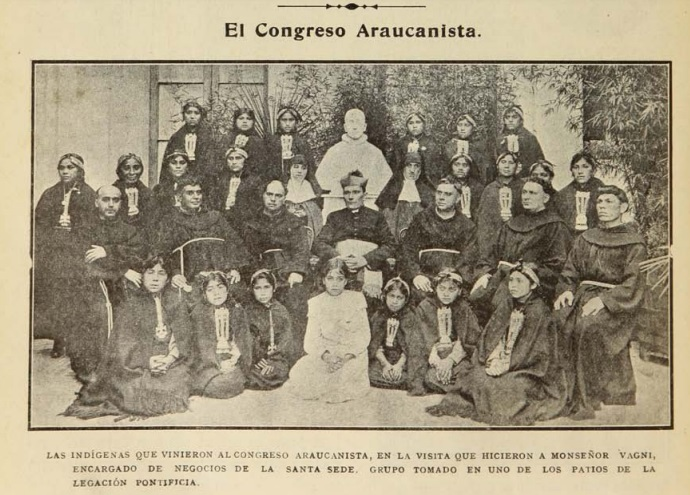
Mujeres y niñas mapuche en visita a monseñor Francisco Vagni, junto a otros representantes de la Iglesia católica (14 de diciembre de 1916)

## Historia
El Congreso Católico Araucanista de 1916 fue un evento significativo en la historia de Chile, celebrado en diciembre de ese año en Santiago de Chile. Organizado por la Iglesia Católica chilena, el congreso reunió a diversas personalidades, incluyendo autoridades gubernamentales, eclesiásticas y representantes del pueblo mapuche, con el objetivo de abordar la situación de los indígenas en el país y proponer soluciones desde una perspectiva católica.

### Contexto Histórico
A principios del siglo XX, la situación del pueblo mapuche en Chile era precaria. Tras la "Pacificación de la Araucanía" en el siglo XIX, los mapuches habían sido desplazados de sus tierras ancestrales y confinados en reducciones, enfrentando la pérdida de sus territorios y una progresiva marginación social y económica. La Iglesia Católica, preocupada por esta realidad, decidió intervenir para mejorar las condiciones de vida de los indígenas y promover su integración en la sociedad chilena.

### Organización del Congreso
El congreso fue impulsado por el arzobispo de Santiago, Juan Ignacio González Eyzaguirre, quien, tras recibir un memorial de los obispos de La Serena, Concepción y Ancud, decidió convocar a un encuentro para abordar la "civilización de los araucanos".Se conformó un comité ejecutivo encargado de la organización, integrado por figuras destacadas como Ramón Subercaseaux, José Ramón Gutiérrez, Fernando Irarrázabal, Darío Urzúa, Juan Enrique Concha y el sacerdote Jerónimo de Amberga. El congreso se llevó a cabo en el Teatro Unión Central de Santiago y contó con la asistencia del presidente de la República, Juan Luis Sanfuentes, varios de sus ministros, obispos, el nuncio apostólico, loncos, caciques, médicos, sacerdotes misioneros de diversas órdenes, monjas y personalidades de distintos ámbitos.

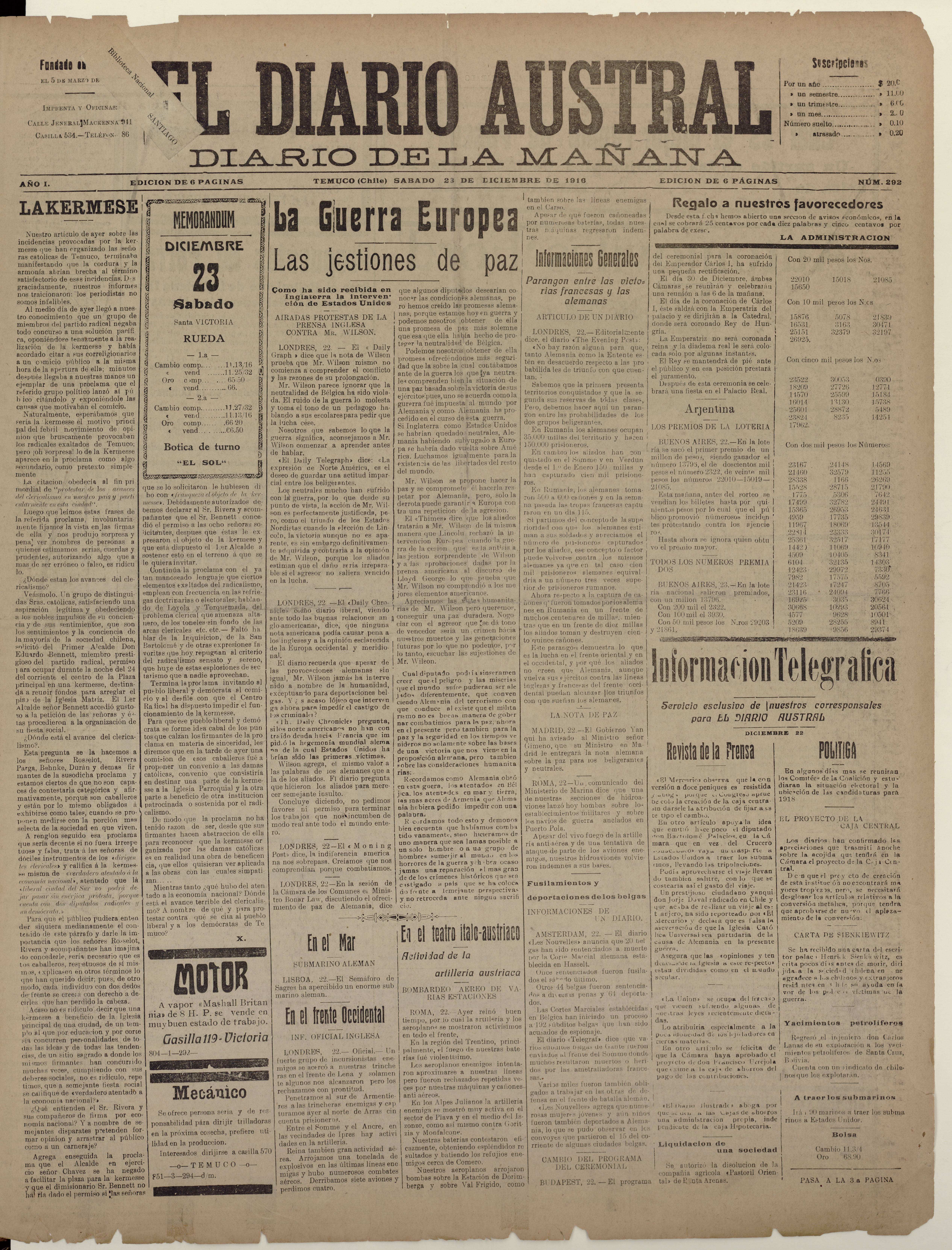
Discurso de Manuel Manquilef en el Congreso Católico Araucanista. Pueblicado en El Diario Austral de Temuco,1916. Año I, número 292 (23 de diciembre de 1916), páginas 2-4

### Desarrollo del Congreso
Durante el congreso, se abordaron diversos temas relacionados con la situación de los mapuches, incluyendo aspectos religiosos, legislativos, etnográficos, educacionales y sanitarios. Se presentaron ponencias y se realizaron exhibiciones de obras artísticas y artesanales mapuches. Entre los participantes destacados se encontraba Manuel Manquilef, un reconocido dirigente mapuche, quien pronunció uno de los discursos inaugurales más aplaudidos del evento, refiriéndose a la propiedad de la tierra y la situación de su pueblo.

«Somos aún cerca de 200.000 indios que esperamos ver alguna vez colmada la tempestad permanente que ha azotado nuestras cabezas. He dicho mal, también, señores, al afirmar que nadie se ha preocupado de nosotros. No, señores, la “Relijion ha estado siempre de nuestro lado, endulzando nuestras penas”. Relijiosos como Las Casas, hoy el Reverendo Padre Jerónimo, son los únicos que con sus enseñan al niño sus deberes y muestran al viejo desconsolado un más allá donde podrá llegar no obstante haberle robado su caballo y quitado su lanza que debían acompañarle en el viaje eterno: Un más allá donde sus penas servirán de consuelo y sus lágrimas de refrescante bebida. No creáis, señores, que tenéis siquiera idea del Via-Crusis que ha atravesado mi pobre raza en el último medio siglo. Miles han sido quemados con sus hijos, mujeres y rucas: miles han sido asesinados por defender al razguño de tierra: y miles, también porque no se dejaban robar sus animales, sus hijos y mujeres»
Manuel Manquilef, Ecos del Congreso Araucanista, Publicado en El Diario Austral (23 de diciembre de 1916)

Además de las conferencias, se inauguró una exposición de artesanía mapuche en la Pontificia Universidad Católica de Chile, donde diversos grupos de La Araucanía mostraron sus joyas y artesanías, e interpretaron bailes y ritos tradicionales, lo que deslumbró a muchos de los asistentes que nunca habían tenido oportunidad de ver algo semejante.

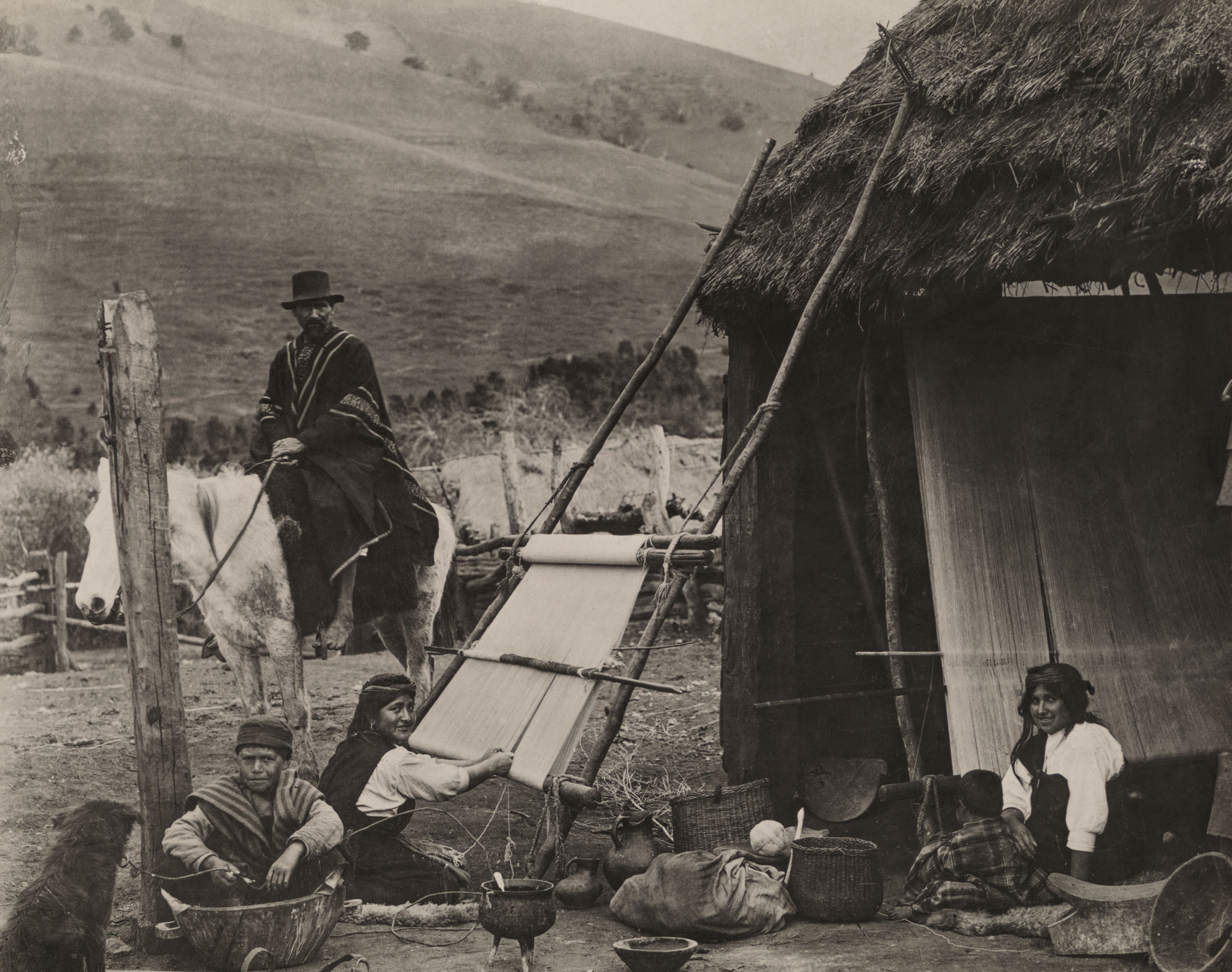
Familia mapuche (1920)

## Objetivos y Resultados
El congreso tuvo como objetivos principales:
1. Definir una política de protección hacia los mapuches ante los abusos que sufrían tras la ocupación de la Araucanía.
2. Fomentar la educación y evangelización como medios para su integración en la sociedad chilena.
3. Debatir sobre la propiedad de la tierra, en un contexto donde muchas comunidades estaban perdiendo sus territorios.
4. Promover leyes y políticas públicas que abordaran la situación indígena desde una óptica cristiana.

A pesar de las intenciones declaradas, el congreso reflejó una visión paternalista y asimilacionista, en la que se veía a los mapuches como un grupo que debía ser "civilizado" e integrado en la sociedad chilena, sin un reconocimiento pleno de su identidad y autonomía. Sin embargo, el evento permitió la conjunción de poderes civiles y eclesiásticos para tratar el "problema indígena" y generó un mayor interés por conocer en profundidad a los pueblos originarios.

## Consecuencias
Tras el congreso, se llevaron a cabo algunas iniciativas para mejorar la situación de los mapuches, como visitas de autoridades a la Araucanía y la implementación de ciertas políticas orientadas a la educación y evangelización de los indígenas. Sin embargo, los resultados a largo plazo fueron limitados, y muchos de los problemas que afectaban al pueblo mapuche persistieron en las décadas siguientes.
El Congreso Católico Araucanista de 1916 es recordado como un intento significativo de abordar la situación de los mapuches en Chile, aunque desde una perspectiva que no siempre reconoció plenamente la autonomía y cultura del pueblo indígena.